# Rubni pozdrav
Rubni pozdrav (engl. manning the rail) vrsta je vojne počasti i tradicionalni postupak odavanja počasti pri kojem se posada ratnog broda postrojava na gornjoj palubi, nadgrađu, zapovjednom i signalnom mostu. Tako postrojena posada počast iskazuje dizanjem kape u vis i poklikom «hura» koji se ponavlja tri puta. 
U Hrvatskoj ratnoj mornarici rubni pozdrav daje se Predsjedniku Republike i poglavarima stranih država i to samo kada se nalaze na brodu ili čamcu. Rubni pozdrav daje se i s broda na sidrišu i s broda u plovidbi.

## Poveznice
- Pomorski ceremonijal